# Caporal Jackie
El caporal Jackie va ser un babuí que va servir a l'exèrcit sud-africà durant la Primera Guerra Mundial. Jackie es va convertir en mascota militar quan el seu amo, Marr, va ser reclutat per participar en la Primera Guerra Mundial i es va negar a deixar enrere el babuí al seu lloc d'origen. Al llarg del conflicte, Jackie va patir diverses ferides, entre elles un tret a l'espatlla i una explosió que va provocar la pèrdua de la seva cama dreta. Va ser ensinistrat per saludar cada vegada que es trobava davant d'un oficial de rang superior. Un cop finalitzada la guerra, se li va atorgar formalment el rang de caporal i va rebre la Medalla de Servei per part dels ciutadans de Pretòria. Malauradament, va morir només un any després, quan la seva llar es va veure destruïda per un incendi.

## Antecedents
La història de Jackie s'inicià a començaments de la dècada de 1910, quan el sud-africà Albert Marr el va trobar a la seva granja. Després de capturar-lo, Marr va començar a ensinistrar-lo amb la intenció que es convertís en “un membre més de la família”.

## Guerra
Jackie va viure durant uns quants anys a la granja de Marr abans de l'esclat de la Primera Guerra Mundial. L'any 1915, Marr va ser reclutat per a servir a l'exèrcit, i es va negar a deixar Jackie enrere. De manera sorprenent, els oficials al comandament de Marr van acceptar aquesta decisió, fet que va cridar l'atenció dels altres soldats. Així, Jackie es va convertir oficialment en la mascota del Tercer Regiment d'Infanteria de Sud-àfrica (Transvaal) i va acompanyar la unitat arreu on anaven. Jackie va rebre un uniforme oficial amb gorra inclosa, un joc propi de racions i fins i tot la seva pròpia llibreta de servei, com qualsevol altre membre del regiment. Entre altres habilitats, Jackie saludava els oficials de rang superior i ajudava els soldats encenent-los els cigarrets, guanyant-se així l'afecte i l'admiració dels seus companys. Fins i tot es comportava amb la calma i disciplina pròpies d'un soldat entrenat. Gràcies als seus sentits aguditzats, Jackie es va revelar com un recurs valuós per als sentinelles durant els torns nocturns: era sovint el primer a detectar l'aproximació d'un atac o la presència d'enemics prop de la seva posició, alertant així els soldats abans que fos massa tard.
Jackie i Marr van aconseguir sobreviure a la dura batalla de Delville Wood, una de les confrontacions més sagnants a l'inici de la Batalla del Somme, on la taxa de baixes va arribar al 80%.
Durant el desplegament de Marr a Egipte, el 26 de febrer del 1916, va resultar ferit amb un tret a l'espatlla durant la Batalla d'Agagia. Jackie, que l'acompanyava en tot moment, es va acostar immediatament a la seva ferida i va començar a llepar-la, com si intentés alleujar i sanar el seu amo.
De la mateixa manera que un soldat, Jackie rebia les seves pròpies racions durant el seu servei a l'exèrcit, les quals consumia amb el seu propi ganivet i forquilla. A més, comptava amb un rentamans personal per garantir la seva higiene. Fos durant els entrenaments o les marxes del regiment, Jackie els acompanyava constantment.
Durant un període a les trinxeres de França, Jackie va intentar erigir un mur de protecció al seu voltant quan l'enemic va obrir foc. Tot i l'esforç, la metralla d'una explosió va sobrepassar el mur i el va impactar, causant-li ferides a la cama i al braç. Quan els portalliteres van intentar evacuar-lo, Jackie es va negar a col·laborar, immers en la desesperació per acabar el mur i refugiar-s'hi. Tot i els esforços dels metges per tractar les seves ferides, es va decidir que era necessària l'amputació de la cama afectada. Sorprenentment, i contra tot pronòstic, Jackie va sobreviure a l'operació.
Jackie va ser condecorat amb una medalla al valor per l'acció en què va resultar ferit, i va ser ascendit de soldat ras a caporal. En finalitzar la guerra, va ser donat de baixa oficialment, amb la documentació expedida al Camp de Dispersió de Maitland, a Ciutat del Cap. Sorprenentment, tot i que no va ser l'únic babuí que va formar part de l'exèrcit sud-africà, Jackie va ser l'únic que va aconseguir el rang de soldat ras o superior.

## Retorn a Sud-àfrica
Després de la fi de la guerra, Marr va tornar a Sud-àfrica acompanyat de Jackie. Malauradament, el babuí va perdre la vida en un incendi al maig de 1921, tan sols un any després del seu retorn. Marr, el seu amo, va viure fins als 84 anys i va morir l'any 1973.